# Blanzy-lès-Fismes
Blanzy-lès-Fismes är en kommun i departementet Aisne i regionen Hauts-de-France i norra Frankrike. Kommunen ligger  i kantonen Braine som ligger i arrondissementet Soissons. År 2022 hade Blanzy-lès-Fismes 91 invånare.

## Befolkningsutveckling
Antalet invånare i kommunen Blanzy-lès-Fismes
Referens: INSEE